# Adorján Krisztián
Adorján Krisztián (Budapest, 1993. január 19. –) visszavonult korosztályos magyar válogatott labdarúgó.
2009-ben az MTK akadémiájáról került az angol Liverpool akadémiájára, karrierje során játszott Hollandiában, Olaszországban, Albániában és Írországban is, 2024-ben a Budapest Honvédtól vonult vissza.

## Pályafutása

### Fiatal évei

#### MTK
A Sándor Károly Labdarúgó Akadémia neveltje, ahol egészen 2009-ig nevelkedett, mígnem Angliába a Liverpool akadémiájára került.

#### Liverpool
2009 júliusában négy fiatal magyar játékostársával utazott Liverpoolba, hogy bemutatkozzon a Rafael Benítez által felügyelt szakmai stáb tagjainak, akikkel egy héten keresztül próbajátékon szerepeltek, Abu Attila, Horváth Péter, Poór Patrik és Vass Patrik. Krisztiánnak és Vass Patriknak ez volt a második próbajátéka a liverpooli klubnál. Augusztusban hivatalosan is a Liverpool FC U18-as csapatának játékosa lett kölcsönben Poór Patrikkal, így Németh Krisztián, Simon András, Gulácsi Péter és Pölöskei Zsolt társaságában erősítik a liverpooli magyar kontingenst. A hónap végén bemutatkozott a Fulham U18-as csapata ellen 3-1-re megnyert mérkőzésen, ahol végigjátszotta a találkozót. Az ifjúsági kupában a Wolverhampton U18-as csapata ellen gólt szerzett, amivel kialakította a 2-0-s győzelmet csapatának. Az Everton U18 ellen góllal és gólpasszal is hozzájárult a győzelemhez, valamint a mérkőzés legjobbja volt.
2010 áprilisában a Middlesbrough korosztályos alakulata ellen góllal és gólpasszal járult hozzá a Vörösök U18-as együttesének a zsinórban nyolcadik veretlen meccséhez. Augusztus elején 2013-ig szóló profi szerződést írt alá a klubbal. A Bristol City U18 ellen góllal és gólpasszal segítette 3-0-s győzelemhez csapatát. Kezdőként lépett pályára a Derby County U18 elleni bajnokin, és 70 percet játszva, remekül futballozva egy góllal segítette 4-1-es győzelemhez a Vörösöket. 2011. februárban az ifjúsági FA Kupában a Southend United elleni mérkőzésen gólpasszt adott a 9-0-ra megnyert mérkőzésen, így bejutottak a legjobb nyolc közé. Márciusban az Academy League-ben a Blackburn Rovers korosztályos csapata ellen 5-1-re nyertek. A meccs egyik legjobbja az egy gólt és gólpasszt jegyző, valamint egy büntetőt kiharcoló Adorján Krisztián volt. A Manchester United U18-as csapata ellen 2-1-re megnyert rangadón Krisztián és Hajdú Ádám is gólpasszt adott.
A következő Manchester United U18-as elleni mérkőzést 6-0-ra nyerték meg. Krisztián csapata legjobbjai közé tartozott és ő szerezte a hazaiak negyedik gólját és gólpasszt is adott. Győzelmével a Liverpool a harmadik helyen állt. A Liverpool U18-as csapata 2-0-ra legyőzte a West Bromwich korosztályos alakulatát, és ezzel csoportja élére állt. A Vörösök első találatát a magyar Adorján Krisztián szerezte. A Wolverhampton korosztályos csapata ellen 4-0-ra megnyert mérkőzésen Krisztián három, Hajdú Ádám pedig egy gólpasszt adott. 2012 májusában aláírta harmadik profi szerződését a klubbal, amely 2015-ig szól. Júliusban Gulácsi Péter társaságában a Liverpool FC Egyesült Államokba utazó keretében. A Toronto FC elleni felkészülési mérkőzésen Brendan Rodgers Gulácsi Péter mellett Krisztiánt is pályára külde a második félidőben. A mérkőzés végül 1-1-es döntetlennel zárult.
Augusztus végén a Liverpool U21-es csapatában lépett pályára a Crystal Palace tartalék csapata ellen és egy remekül lőtt szabadrúgásból a jobb sarokba lőtte a labdát. A 3-1-re megnyert mérkőzés volt a klub első sikere a pontvadászatban. A Chelsea U21-es csapata ellen 4-1-re megnyert bajnoki mérkőzésen Gulácsival a kapuban állt ki a Liverpool, valamint az egy gólt szerző Krisztiánnal, aki 20 méterről bombázott a bal alsó sarokba. A NextGen sorozat első csoportkörében duplázni tudott a címvédő Internazionale U21-es csapata ellen. Szabadrúgásból és büntetőből volt eredményes az olaszok ellen, akik végül 3-2-re legyőzték a Vörösöket. A Fulham U21 ellen 3-1-re megnyert mérkőzésen a harmadik találatot jegyző Krisztián lövése két védőn is megpattant, mielőtt a hálóba került volna a labda. A Wolverhampton U21-es csapata ellen 5-1-re megnyert mérkőzésen egy góllal vette ki részét a győzelemből. A Chelsea tartalék csapata elleni rangadón 3-3-as döntetlent ért el a Liverpool együttese. Daniel Pacheco balról érkező beadására robbant be kiválóan, és mintaszerű csúsztatott fejest küldött a bal sarokba.
A NextGen sorozatban a Dortmund Fiataljai ellen a hajrában egy 40 méteres gólpasszt adott Adam Morgannek. Győztes gólt szerzett Krisztián a Liverpool reserve-csapatának Fulham U21-es csapata ellen 2-1-re megnyert mérkőzésén. Krisztián egy kapusról kipattanó labdát terelt közelről a hálóba, amivel kialakította a mérkőzés végeredményét. A NextGen Series sorozat csoportkörének utolsó meccsén a Liverpool a címvédő Internazionale ellen 4-1-re győzött, így bejutottak a legjobb 16 közé. A Wolverhampton U21-es csapata ellen 3-2-re megnyert mérkőzésen egy kipattanót terelt a hálóba, ami a 9. találatát jelentette az idényben. Február elején az első csapatban nevezték az Európa-ligában pályára léphető játékosok közé. Gólt fejelt a Liverpool reserve-csapatában a Southampton tartalékcsapata ellen, valamint bombagólját les miatt elvette a játékvezető. Az Arsenal U21-es csapata ellen 3-2-re megnyert bajnoki mérkőzésen egy bombagóllal és egy gólpasszt adott Adam Morgannak. A West Ham United tartalék csapata ellen 2-1-re elvesztett mérkőzésen a 83. percben büntetőt harcolt ki, majd értékesítette azt. A szezon során 13 bajnoki gólt szerzett csapata színeiben.

### Groningen – kölcsönben
2013. július elején próbajátékon vett részt a holland első osztályban szereplő FC Groningen csapatánál. A próba idő alatt Krisztián meggyőzte a szakmai stáb tagjait és szerződtetni akarták kölcsönben, vagy hosszabb távon. A Helmond elleni 3-1-re megnyert felkészülési mérkőzésen gólpasszt adott és remek teljesítményt nyújtott. A próbajáték után hivatalosan is bejelentették, hogy egy évre kölcsönbe került a holland klubhoz, valamint opciós jogot szereztek a végleges szerződtetéshez.
2013. augusztus 3-án debütált a NEC Nijmegen csapata ellen az utolsó 1 percben. A második mérkőzésén rögtön kezdőként lépett pályára a Go Ahead Eagles ellen. 2-1-s állásnál egy bal oldali Kostić beadást követően a 16-os vonalán belül vette át a labdát, majd nagy erővel küldte azt a kapu jobb oldalába, 2-2-re alakítva az állást, majd a 68. percben egy felugrást és légi ütközetet követően a játékvezető kiállította Krisztiánt. Az RKC Waalwijk ellen 4-1-re megnyert bajnoki mérkőzésen 25 méteres szóló végén ért a 16-oson belülre, ott kicselezett még egy védőt, majd elrúgta a kapus mellett a labdát a jobb alsóba. 2014 februárjában megszerezte harmadik gólját is csapata színében a Twente Enschede elleni 1-1-re végződő bajnoki mérkőzésen.

### Novara
2014. szeptember 1-jén írt alá az akkor harmadosztályú Novara csapatához.

### Partizani Tirana
2017 augusztusában egy évre az albán Partizani Tirana vette kölcsön.

### Dundalk FC
2018 januárjában az ír Dundalkhoz került kölcsönbe. Február 11-én a Szuperkupáért rendezett találkozón mutatkozott be új csapatában, a Dundalk 4–2-re kikapott a Cork City-től 2018 nyarán Adorjánt a Novara visszarendelte a kölcsönből, így újra csatlakozott az olasz másodosztályban szereplő csapat keretéhez.

### Virtus Entella
2018. augusztus 7-én aláírt az olasz harmadosztályú Virtus Entella csapatához.

### Budafoki MTE
2021 nyarán tizenkét évnyi légióskodást követően újra Magyarországra, a másodosztályban szereplő Budafoki MTE csapatához igazolt.

### A válogatottban
2010 márciusában bekerült Tuboly Frigyes szövetségi edző szűkített keretébe, akik a 2010-es U17-es labdarúgó-Európa-bajnokság elit körének csoportjában szerepeltek. A 2012-es U19-es labdarúgó-Európa-bajnokság selejtezőjében 5-0-ra verték San Marinó-i U19-es labdarúgó-válogatottat, amely mérkőzésen Krisztián is eredményes volt. Pár nappal később a Portugál U19-es labdarúgó-válogatott elleni 3-3-s döntetlennel befejeződő mérkőzésen volt eredményes büntetőből. A 2015-ös U21-es labdarúgó-Európa-bajnokság selejtezőjében az Albán U21-es labdarúgó-válogatott ellen 2-1-re megnyert mérkőzésen az első gólt szerezte a Magyar U21-es labdarúgó-válogatottnak.
Bernd Storck szövetségi kapitánytól meghívót kapott a 2017. március 25.-ei Portugália elleni mérkőzésre készülő válogatott keretébe, de végül nem lépett pályára a felnőtt nemzeti csapatban.

### Magánélete
Édesanyja Adorjánné Dr. Olajos Andrea, a Testnevelési Egyetem oktatója, ritmikus gimnasztika edző. Adorján Krisztián 2024 júliusában visszavonult és fagylaltkészítésbe kezdett, amellyel olaszországi pályafutása alatt ismerkedett meg.

## Statisztika
Legutóbb: 2022. augusztus 3-án lett frissítve.
| Klub                | Szezon  | Bajnokság | Bajnokság | Országos kupa | Országos kupa | Nemzetközi | Nemzetközi | Összesen | Összesen |
| Klub                | Szezon  | Mérk.     | Gól       | Mérk.         | Gól           | Mérk.      | Gól        | Mérk.    | Gól      |
| ------------------- | ------- | --------- | --------- | ------------- | ------------- | ---------- | ---------- | -------- | -------- |
| Liverpool FC U23    |         |           |           |               |               |            |            |          |          |
| 2010–11             | 1       | 0         | 0         | 0             | 0             | 0          | 1          | 0        |          |
| 2011–12             | 20      | 2         | 0         | 0             | 0             | 0          | 20         | 2        |          |
| 2012–13             | 24      | 10        | 1         | 0             | 0             | 0          | 25         | 10       |          |
| Összesen            | 45      | 12        | 1         | 0             | 0             | 0          | 46         | 12       |          |
| FC Groningen U21    | 2013–14 | 8         | 1         | 0             | 0             | 0          | 0          | 8        | 1        |
| FC Groningen        |         |           |           |               |               |            |            |          |          |
| 2013–14             | 19      | 3         | 2         | 0             | 0             | 0          | 21         | 3        |          |
| Összesen            | 27      | 4         | 2         | 0             | 0             | 0          | 29         | 4        |          |
| Novara U19          |         |           |           |               |               |            |            |          |          |
| 2015–16             | 1       | 0         | 0         | 0             | 0             | 0          | 1          | 0        |          |
| Novara Calcio       |         |           |           |               |               |            |            |          |          |
| 2014–15             | 2       | 0         | 1         | 0             | 0             | 0          | 3          | 0        |          |
| 2015–16             | 6       | 0         | 1         | 0             | 0             | 0          | 7          | 0        |          |
| 2016–17             | 25      | 2         | 3         | 0             | 0             | 0          | 28         | 2        |          |
| Összesen            | 9       | 0         | 2         | 0             | 0             | 0          | 11         | 0        |          |
| FK Partizani Tirana |         |           |           |               |               |            |            |          |          |
| 2017–18             | 9       | 0         | 3         | 0             | 0             | 0          | 12         | 0        |          |
| Összesen            | 9       | 0         | 3         | 0             | 0             | 0          | 12         | 0        |          |
| Dundalk FC          |         |           |           |               |               |            |            |          |          |
| 2017–18             | 16      | 3         | 1         | 0             | 0             | 0          | 17         | 3        |          |
| 2018–19             | 0       | 0         | 0         | 0             | 2             | 0          | 2          | 0        |          |
| Összesen            | 16      | 3         | 1         | 0             | 2             | 0          | 19         | 3        |          |
| Virtus Entella      |         |           |           |               |               |            |            |          |          |
| 2018–19             | 18      | 0         | 3         | 1             | 0             | 0          | 21         | 1        |          |
| 2019–20             | 6       | 0         | 0         | 0             | 0             | 0          | 6          | 0        |          |
| Összesen            | 24      | 0         | 3         | 1             | 0             | 0          | 27         | 1        |          |
| Budafoki MTE        |         |           |           |               |               |            |            |          |          |
| 2021–22             | 29      | 1         | 2         | 1             | 0             | 0          | 31         | 2        |          |
| 2022–23             | 1       | 0         | 0         | 0             | 0             | 0          | 1          | 0        |          |
| Összesen            | 30      | 1         | 2         | 1             | 0             | 0          | 32         | 2        |          |
| Teljes karrier      |         | 160       | 20        | 14            | 1             | 2          | 0          | 176      | 21       |